# جین هرکس
 جین هرکس (انگلیسی: Jane Horrocks؛ زادهٔ ۱۸ ژانویهٔ ۱۹۶۴) یک هنرپیشه، صدا پیشه، و فیلم‌نامه‌نویس اهل بریتانیا است. وی از سال ۱۹۸۷ میلادی تاکنون مشغول فعالیت بوده‌است.
از فیلم‌هایی که وی در آن نقش داشته‌است می‌توان به  درست انجام دادن و ممفیس بل اشاره کرد.

## بخشی از جوایز وافتخارات
- کاندیدای بفتای بهترین بازیگر نقش اول زن برای فیلم لیتل ویس در سال ۱۹۹۸